# Cimitirul Reformat din Târgu Mureș
Cimitirul Reformat (în maghiară Református temető) este situat în centrul istoric al orașului Târgu Mureș în strada Crizantemelor și este unul dintre cele mai vechi cimitire din localitate, înființat la începutul secolul al XVII-lea. Este unul din obiectivele turistice cele mai pitorești ale orașului, fiind ultimul lăcaș a multor personalități din comunitatea maghiară. Se întinde pe o suprafață de ca. 6 hectare și este subdivizat în 13 parcele.

## Istoric
Primul cimitir din orașul Târgu Mureș era amenajat lângă biserica catolică cu hramul „Sfântul Nicolae”, care și-a pierdut rolul odată cu cel al bisericii la sfârșitul secolului al XVI-lea. În locul cimitirului și bisericii a fost construit ulterior Colegiul Reformat, unde, cu ocazia săpăturilor pentru fundații s-au găsit oase umane. Cimitirul din jurul Bisericii din Cetate a fost ființat din secolul al XIV-lea până în prima parte a secolului al XVII-lea, când s-a amenajat noul cimitir (Cimitirul reformat). Potrivit sondajelor mai vechi sau celor realizate cu ocazia lucrărilor de restaurare a cetății, s-a stabilit că cimitirul principal era situat la sud de biserică, până în apropierea curtinei, dar și la nord de nava bisericii, spre curtina de vest. S-au stabilit două etape de folosire: prima, mai veche, pentru secolele XIV-XV și a doua, până în secolul al XVII-lea.

Cronicarul Ferenc Nagy Szabó, în schimbul a doi florini, cumpăra în anul 1616 o bucată de teren, situată în zona centrală a cimitirului actual, pe care o amenaja ca grădină și cimitir propriu. Prima persoană înmormântată aici a fost fiul său, decedat la 8 mai 1616. Tot aici își depozita lespedea de mormânt adusă la 7 ianuarie 1617 de la Cluj. Destul de curând parohia reformată cumpăra restul terenului. În anul 1643 văduva lui János Batizi, născută Zsófia Homonnay, a donat Bisericii Reformate partea superioară a terenului. Astfel, terenurile dobândite erau împrejmuite ca, după 25 ani, prin desființarea gardului, să se unifice într-un singur cimitir. Curând, în cimitir au fost înmormântați numeroși locuitori, de la care s-au păstrat câteva pietre funerare, azi amenajate într-un lapidariu, cele mai vechi provenind din anul 1627 (a judelui Mihály Nagy Szabó) cu inscripții în latină și din anul 1636 (copiii lui Bálint Polgár) cu inscripții în limba maghiară.

## Personalități
- János Antal (episcop)⁠(hu)[traduceți] (1854†), episcop reformat de Cluj
- Endre Antalffy (1958†), scriitor, lingvist, orientalist, istoric literar și traducător
- György Aranka (1817†), scriitor, eseist și promotor al dezvoltării activităților științifice
- Irén Barabás Bortnyik⁠(hu)[traduceți] (1993†), pictor
- baronul Endre Bánffi (1962†)
- György Bernády (1938†), primarul orașului liber regesc și municipiului Târgu Mureș, farmacist, om politic și jurist
- Farkas Bolyai (1856†) profesor de științe la Colegiul Reformat din Târgu Mureș
- János Bolyai (1860†), matematician, a creat geometria neeuclidiană, simultan, dar independent de Lobacevski și Carl Friedrich Gauss
- Tamás Borsos (1634†)
- contele Gábor Bethlen (1981†)
- contesa Anikó Bethlen (2020†), cetățean de oanoare al municipiului Târgu Mureș, filantrop
- János Bodolla (1909†)
- Ferenc Bodolla (1943†)
- Kálmán Csiha (2007†), episcop reformat de Cluj
- Olivér Csontos (1920†)
- István Csorvássy (1986†), sculptor
- Elek Dósa⁠(hu)[traduceți] (1867†), jurist, doctor în drept
- Dániel Gecse (1824†), medic, filantrop
- Sándor Héjja⁠(hu)[traduceți] (1996†), actor, membrul Companiei Tompa Miklós a Teatrului Național din Târgu Mureș
- Elek Hints⁠(hu)[traduceți] (1919†), medic primar, directorul spitalului, asistent universitar la Cluj, inițiatorul construirii unui spital nou
- András Sütő (2006†), scriitor, redactor, laureat al premiilor Herder și Kossuth
- Károly Szász (1853†), matematician, profesorul Colegiului Reformat

## Obiective

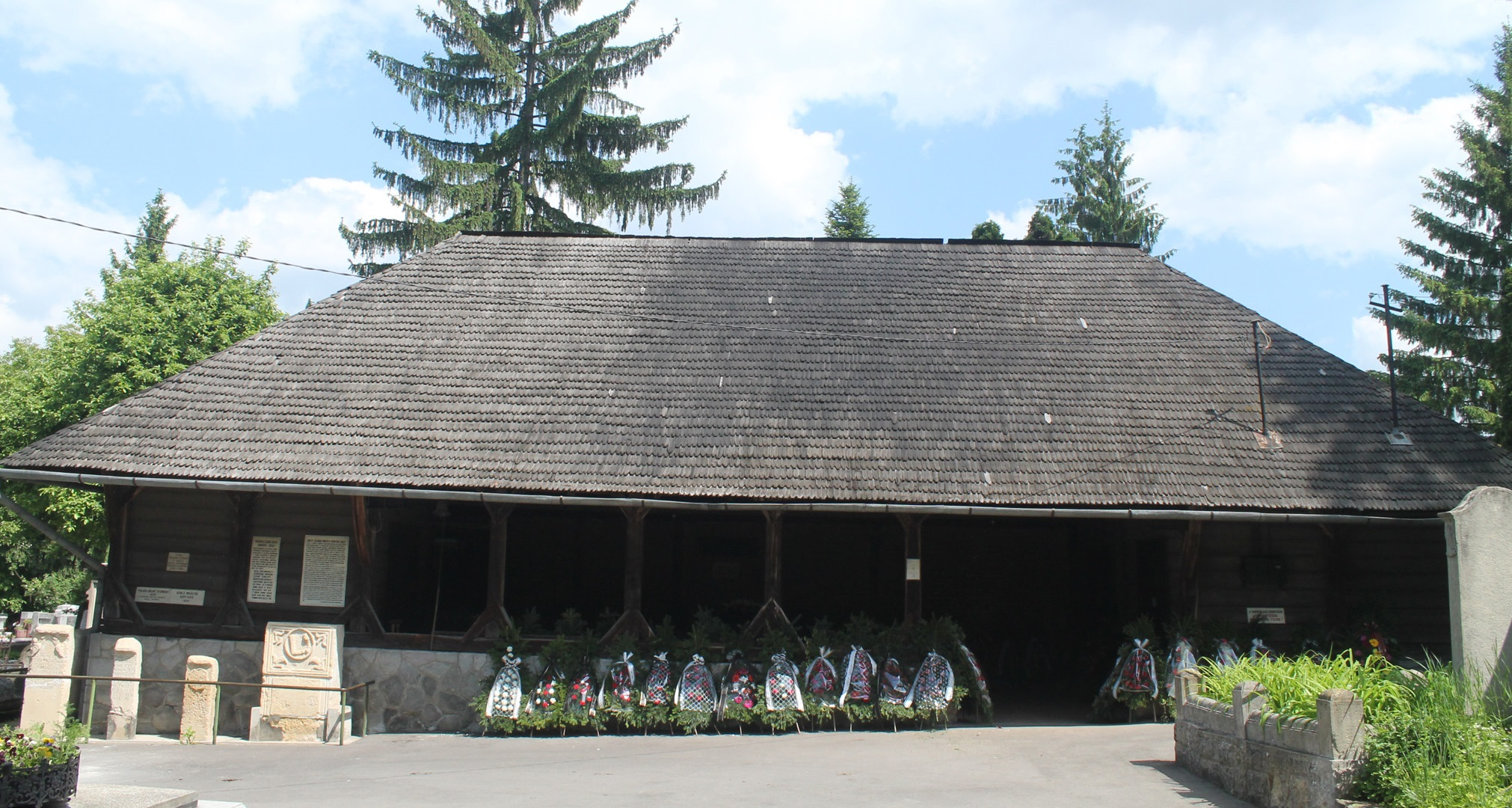
Capela de lemn din cimitir

### Capela
Capela din cimitir a fost construită în 1698 de Judit Weér pentru biserica reformată din Târgu Mureș. Construcție de lemn este alcătuită dintr-o zonă centrală semideschisă cu un amvon, băncile sunt plasate bilateral în așa fel încât sicriul să fie în timpul slujbelor în mijlocul spațiului. Capela are patru camere închise pentru sicriele unde sunt ținute după tradiție privegherea înaintea zilei de înmormântare.

### Monumente istorice
- Ansamblul funerar Farkas și János Bolyai (cod LMI MS-IV-a-A-16092)
- Criptă (cod LMI MS-IV-m-B-16093)
- Monumentul funerar Lajos Nagy (cod LMI MS-IV-m-B-16087)
- Monumentul funerar Tamás Borsos (cod LMI MS-IV-m-B-16089)
- Monumentul funerar György Bernády (cod LMI MS-IV-m-B-16090)
- Monumentul funerar Géza Simó (cod LMI MS-IV-m-B-16094)

### Lapidariu
Lângă capelă au fost amplasată colecția de pietre funerare vechi ale cimitirului. Cele mai valoroase obviecte ale lapidariului sunt următoarele:
- Piatra funerară lui Ferenc Nagy Szabó (1627)
- Piatra funerară lui Kata Wirágh Szabó (1634)
- Piatra funerară lui Kata Koncz Mihályné Kepe (1637)
- Piatra funerară copiilor lui Bálint Polgár (Bálint și Judit, 1636)
- Piatra funerară lui Márton Koncz (1648)
- Piatra funerară lui István Egyedi Szőcz (1649)
- Piatra funerară lui István Kolozsvári Székely (1650)
- Piatra funerară soției lui György Görög, Erzsébet (1690)
- Piatra funerară lui István Görög (1726)
- Piatra funerară lui Anna Török Szappanos (1728)

## Imagini

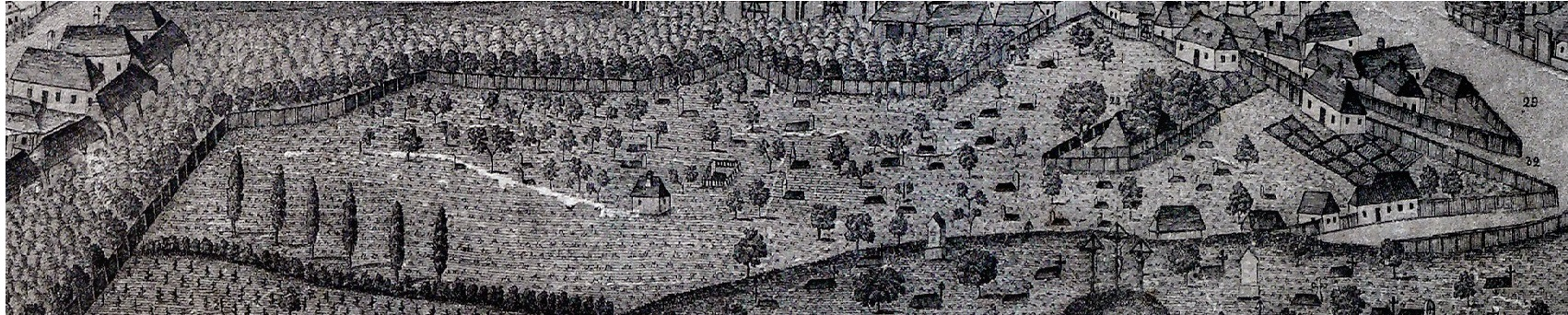
Cimitirul reformat pe gravura lui István Mikolai Tóth din 1822
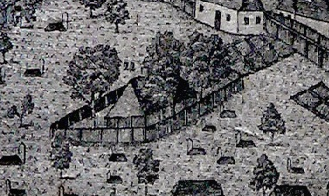
Capela de lemn pe gravura lui István Mikolai Tóth din 1822
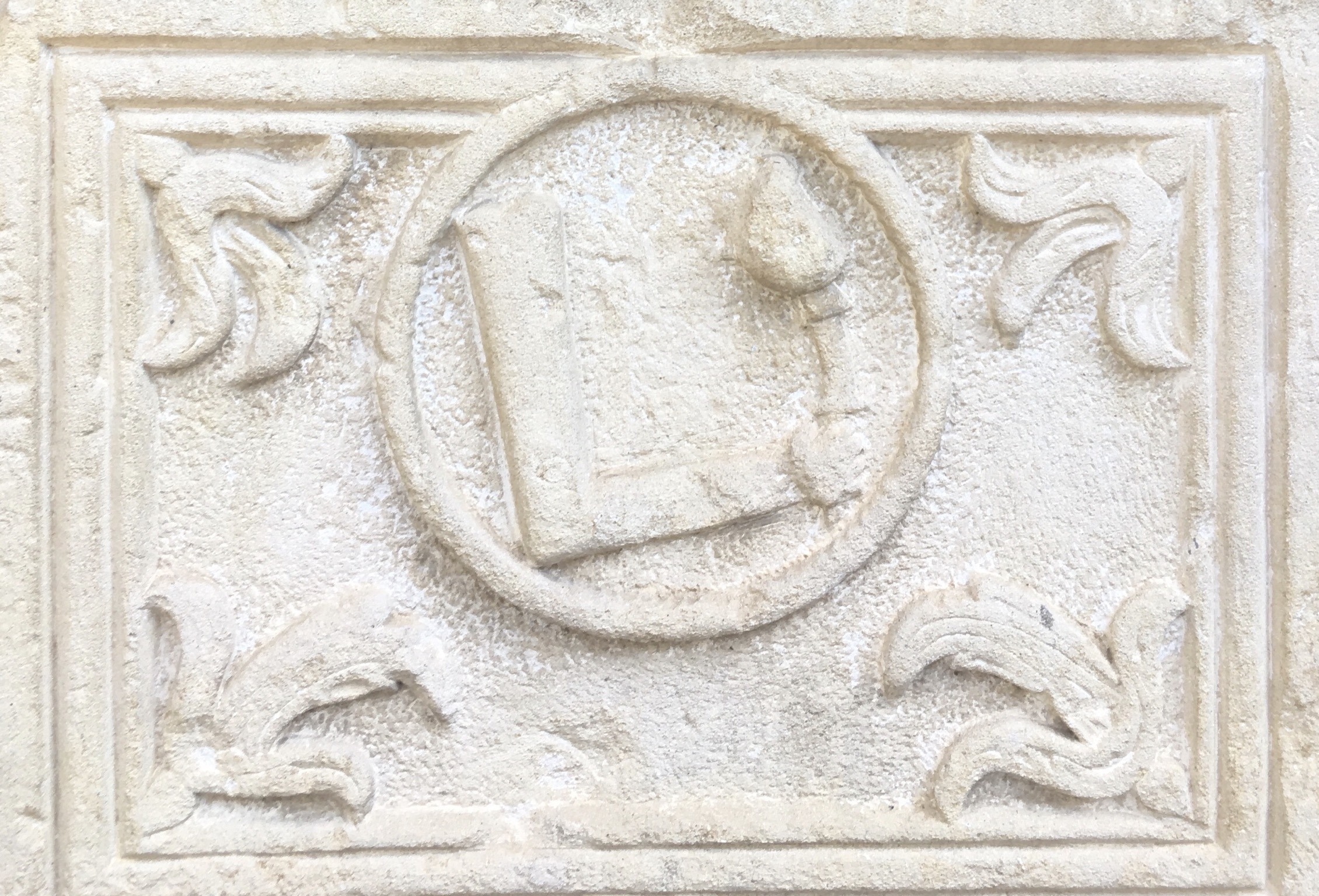
Stema orașului liber regesc Târgu Mureș pe piatra funerară lui Mihály Nagy Szabó din 1627